# 타임리프 파라다이스
타임리프 파라다이스(タイムリープぱらだいす, Time Leap Paradise)는 2009년 8월 일본에 출시된 미소녀 게임이다. 프론트윙이 개발한 타임리프의 후속작이다.

## 줄거리
세토나이카이의 한 신사의 보수 비용을 마련하기 위해 신사에 거주하는 히로인들이 일요일마다 댄스를 공연한다는 내용이다.

## 기능
- 타임리프 스케줄 에디터: 게임 시점부터 12주 후까지 보수비용 50만 엔이 목표치로 설정되면 1주간마다 댄스 연습, 무녀 업무, 체력 단련, 외출, 홍보, 주머니 제작, 청소, 휴식의 주간 계획을 수립해야 한다. 각 계획은 하루에 1개만 실행될 수 있다. 계획에 따라 다이얼로그가 진행되는데, 모금액은 증가하면서 히로인의 피로도, 체력, 애교, H도, 댄스숙련의 히로인 스테이터스, 신사의 깨끗함, 팬 수, 참배율의 신사 스테이터스가 변화한다.  1일당 H가능회수와 H도는 서로 비례한다. 높은 댄스숙련도와 팬수와 참배율은 일요일 공연 수입액을 증가시킨다. 다이얼로그는 신사 마당, 신사 입구, 부엌, 큰 방, 복도, 주인공(세이지)의 방 및 각 히로인의 방, 학교, 상점가, 바닷가 등에서 진행된다.
- 타임리프 댄스 에디터: 일요일이 되면 실행되는 기능으로 공연의 의상, 음악, 꽃가루 효과, 시간을 설정한다. 에로티컬 에디터와 유사하다.
- 타임리프 아이템 샵: 스케줄 에디터에서 진입할 수 있다. 공연뿐만 아니라 H에서도 사용 가능한 의상(15,000엔/25,000엔 2종 가격)과 공연용 음악(3,000엔), 히로인 스테이터스가 변화하는 아이템을 판매한다.
- 타임리프 아이템 에디터: 구매한 아이템을 확인, 사용할 수 있다. 여기에서 사용할 수 있는 아이템은 스테이터스 아이템뿐이다. 의상, 음악은 일요 공연이나 H에서만 확인할 수 있다.
- 타임리프 에로티컬 에디터: 스케줄에서 진입할 수 있다. 일단 진입하면 노출이 시작되지는 않은 H신에 들어가야 종료할 수 있다. 댄스 에디터와 유사해서 장소, 의상, 시간을 설정할 수 있다. 이곳 설정치는 H신의 대사나 기능에 대한 영향은 없다. H 행위, 체위, 노출도에 따라 스테이터스 H도가 증가한다.

## 등장 인물
- 플레이어: 세이지
- 할아버지: 다이얼로그에서는 중재자이다.
- 히사미쓰: 댄스 강사.
- 풍태와 사쿠라: 소학생. 애교 스테이터스가 낮고 피로도가 크면 높은 비중으로 다이얼로그에 등장한다. 항상 붙어 있다.
- 코모모: 히로인. 흑색 머리의 메이드. 스테이터스 상관없이 높은 비중으로 다이얼로그에 등장한다.
- 하루카: 히로인. 안경과 흑색 머리의 고등학교 교사. 주로 신사 이외 지역의 다이얼로그에 등장한다.
- 유우: 히로인. 갈색 머리와 오렌지색 홍채. 세이지와 동급생인데 오빠라고 부른다. 다이얼로그에서 선택은 드물다.
- 아유무: 히로인. 홍색 머리.
- 아유: 히로인. 홍색 머리.